# 米沢中央高等学校
米沢中央高等学校（よねざわちゅうおうこうとうがっこう）は、山形県米沢市にある私立高等学校。学校法人椎野学園が運営する。

## 設置学科
全日制課程
- 普通科
  - ビジネス教養クラス
  - 進学クラス
- 特別進学コース（通称：特進）

## 沿革
- 1922年（大正11年）
  - 3月23日 - 椎野詮、文部大臣の認可をうけ米沢市城北一丁目に米沢女子職業学校を設立する。
  - 4月13日 - 第1回入学式を挙行し、この日を本校創立記念日と定める。
- 1924年（大正13年）3月12日 - 文部省告示をもって、修業年限4年の高等女学校卒業生と同等の学力を有するものとの指定をうける。
- 1927年（昭和2年）4月1日 - 文部大臣の許可を得て本校を米沢高等家政女学校と改称する。
- 1948年（昭和23年）3月31日 - 財団法人米沢家政高等女学校の設立認可をうける。
- 1949年（昭和24年）4月20日 - 米沢家政幼稚園の設立認可をうける。
- 1951年（昭和26年）3月9日 - 私立学校法施行により、財団法人を学校法人に組織変更し、学校法人米沢家政学園となる。
- 1962年（昭和37年）4月1日 - 学校法人米沢家政学園を学校法人椎野学園と改称する。米沢家政高等学校を米沢中央高等学校と改称する。
- 1963年（昭和38年）4月1日 - 男子生徒の入学を認め、男女共学となる。
- 1986年（昭和61年）9月3日 - 情報処理教育を開始する。
- 1990年（平成2年）
  - 12月25日 - 現在地に新校舎が竣工する。
  - 12月28日 - 新校舎に全面移転する。
- 1991年（平成3年）10月18日 - 創立70周年・学校移転新校舎落成記念式典を挙行する。
- 2002年（平成14年）10月 - 中国・中日大明学校と交流締結
- 2003年（平成15年）9月 - カナダ・ヘンリーワイズウッドハイスクール校と交流校締結
- 2004年（平成16年）4月 - 中国・中日大明学校より短期留生交流「地球温暖化防止と環境保全・創造」実践校として、「環境やまがた大賞」（6月）、「環境大臣賞」（11月）を受賞する

## 特色
- 『真の文武両道を目指す学校』として、学習・部活動の両方に力をいれ成果を挙げている数少ない学校。
- 様々な行事が生徒会（企画・運営は生徒会総務部）主導で進められている。教師の介入はほとんどなく、学園祭の準備は泊り込みで行われる。
- 進学先は国公立大学や私立大学専門学校など幅広く、関西・関東の有名校の指定校にもなっている。
- 総合コースの中に“進学クラス”があり、特別進学コースで月 - 金の朝7:55から行われる朝授業に出るのが困難な生徒（主に部活動推薦の生徒や遠方から通う生徒）が在籍している。
- 2015年からは、特進コースも修学旅行に参加するようになった。

## 授業
- 米沢中央高校の授業は月曜日から金曜日まで50分×6コマである。（特別進学コースは朝授業45分で土曜日は午前中のみ国数英を中心とした土曜講座がある。）

- 特別進学コースは朝学習がある。これは1年次から大学進学を視野に入れて学習をするための取り組みであり、授業内容は普段の授業と同じである。
- 3年生になると放課後に河合塾の衛星講習（通称サテライト）が始まり、自分が入試で必要な教科を選択して受ける。
- 体育の授業は個性的で『充実した勉学は集中力を養うところから』という理念から、デジタルピストルは無いがゴルフを授業に取り入れている。ゴルフ授業は2年次から始まり、コースデビューも行う。
- 本校の欠点（赤点）は総合コースが30点未満で特別進学コースは40点未満。学年末の成績がそれぞれの欠点に満たない者は単位の追認試験を受けなければならない。

## 学校施設
- 校舎が実質的な市の中心部にあるためグラウンドは比較的狭く陸上競技用の300mトラックがあるのみ（トラックの中はサッカーができる）。しかしサッカー部・ホッケー部には皆川球場（旧上杉スタジアム）横に専用の練習場を持っており、野球部はグラウンド横の専用野球練習場で活動ができる。
- セミナーハウスと呼ばれる宿泊施設があり、部活の合宿などに利用されている。
- 体育館は広く、最近では2007年全国中学校総合体育大会バスケットボール競技の会場として使われた。部活動の際にはバスケ部・バレー部がシェアしている。卓球部・剣道部は体育館真下の小体育館と呼ばれる天井が低めの体育館をシェアし、柔道部は小体育館奥の道場で活動している。
- 校舎は4階建てで、職員室は2階・3階・4階にある。2006年には全教室にエアコンが導入された。

## 学校行事
- 4月
  - 入学式
  - 新入生歓迎会
入学式直後に行われる生徒会主催の行事。学校紹介や音楽部による合唱が披露される。
- 5月
  - 上杉まつり
生徒会総務部は上杉行列の湯茶接待を行い、文化部の生徒は行列に参加する。
  - 宿泊研修（1年：総合コース）
入学して間もない1年生が早く学校生活になじみ、クラス内での交流を図ろうとするためのものである。自然の家など、年により様々なところで行われている。
- 6月
  - 大学視察研修旅行（特別進学コース）
首都圏の大学を視察し、東京ディズニーリゾートに行く。
- 7月
  - 甲子園予選応援
全校生徒と職員全員が試合会場に出向き、応援をする。生徒会がビッグフラッグと呼ばれる全校生徒のメッセージが書かれた大きな旗を製作する。校歌演奏時には生徒の頭上にビッグフラッグが翻る。
- 9月
  - 運動会
元々は生徒会主催の行事だったが、現在は体育課委託になっている。100m走や走り高跳び、砲丸投げなど記録会的要素も高いが、3人4脚や飴くい競争、おたまリレーなど生徒全員が楽しんで競技に参加できるような工夫もされている。スポーツが盛んな学校であるため、競技のレベルは非常に高い。
- 10月
  - 学校見学会
翌年度に米沢中央高校を受験しようと考えている現中学3年生とその保護者を対象に行われる。施設案内や授業内容の説明が行われる。演劇部・チアリーディング部などの生徒らによる手作りクッキーや紅茶が振舞われ、私立高校らしさを垣間見ることができる。
  - 学園祭
各クラスが出店・イベント・装飾などからやりたいことを選びクラスごと準備を行う。PTAや地域住民が多く参加することでもよく知られ、毎年多くの人が訪れる。
- 11月
  - 折鶴委託式
毎年修学旅行で広島を訪れる際に、一クラスでひとつ千羽鶴を折り、その千羽鶴を修学旅行に行く総合コース2年生に委託する。平和について考える機会としてビデオを上映するなどもあわせて行われる。
  - 修学旅行
4泊5日で広島、関西方面に行き、広島では原爆ドーム近くの平和公園で、原爆投下による犠牲者へ黙祷を捧げる。
- 1月
  - センター試験激励会（1 - 3年特別進学コース/一部の進学コース）
だるまに右目をいれ、各クラスの代表が3年生へ激励の言葉を送る。

## アクセス
- 鉄道
  - 最寄駅は西米沢駅、米沢駅であるが離れている。

- バス
  - バス観光・毘龍（スクールバスも運行中）
  - 米沢市市街地循環バス（停留所:イオン米沢前）

## 主な関係者

### 著名な出身者
- 佐藤長栄（サッカー選手）
- 佐藤彰真（サッカー選手）
- 小池雄大（サッカー選手）
- 小池晃広（サッカー選手）
- 芦野李沙（バレーボール選手）
- 髙橋健太郎 (バレーボール選手)
- 佐藤吉野（バレーボール選手）
- 高橋茉莉奈（バレーボール選手）

### 教職員
- 鳥羽俊正（サッカー部顧問）